# Anomis luridula
Anomis luridula är en fjärilsart som beskrevs av Achille Guenée 1852. Anomis luridula ingår i släktet Anomis och familjen nattflyn. Inga underarter finns listade i Catalogue of Life.